# Set-top-box

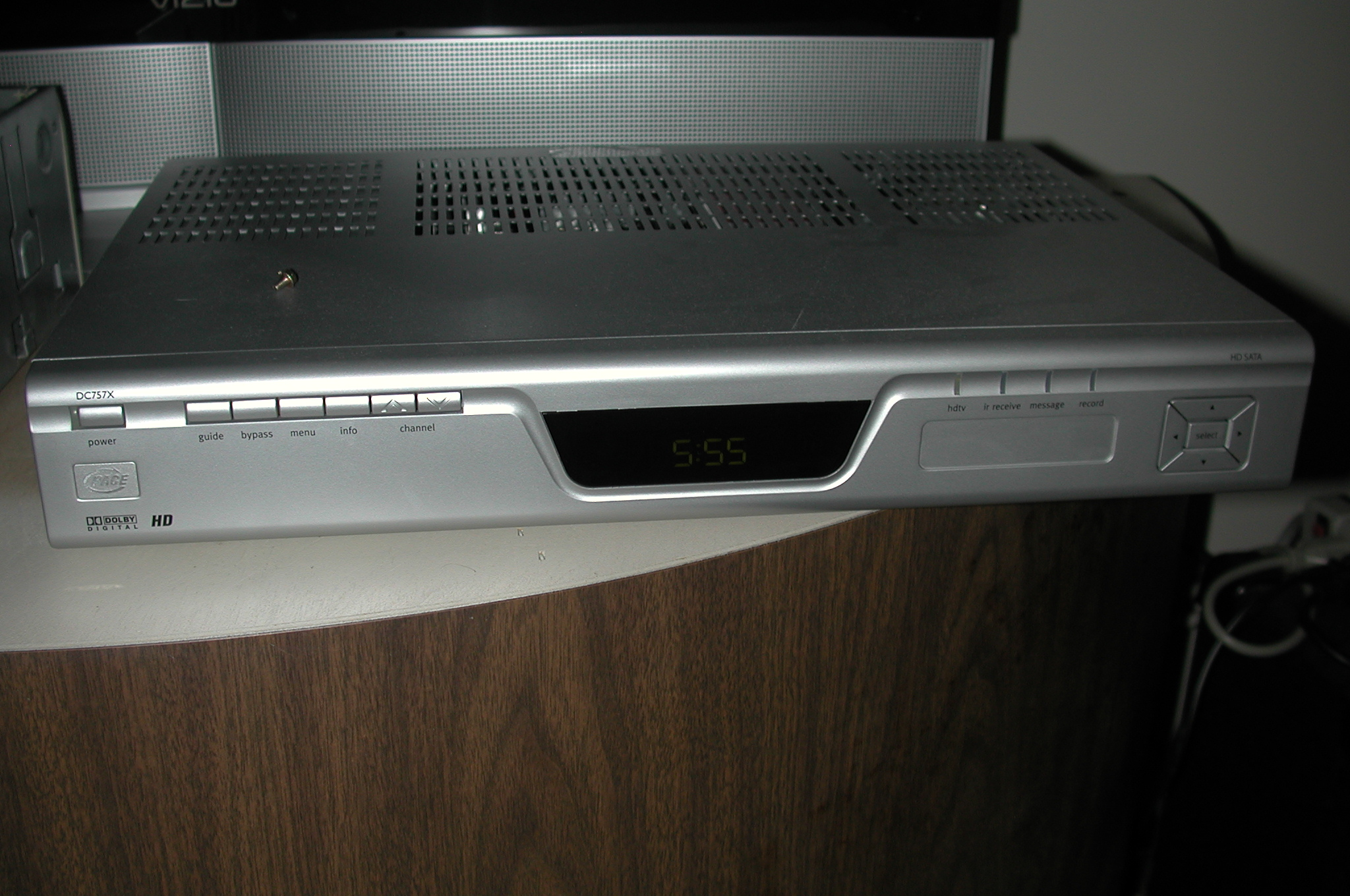
En set-top-box (digitalbox).

Set-top-box (förkortat STB) är en benämning på enheter som används för att ta emot och avkoda signaler från olika mediekällor, exempelvis via bredband eller DVB. En sådan enhet möjliggör visning av medieinnehåll på en tv-apparat utan att en dator behöver användas. Set-top-boxar utgör därmed en central komponent i så kallade triple play-lösningar, där internet, tv och telefoni levereras via samma infrastruktur.
Namnet kommer från den ursprungliga utformningen, där enheten placerades ovanpå tv-apparaten. Tekniken utvecklades i USA under 1950-talet för att hantera frekvensomvandling i kabel-tv-nät. När antalet kanaler ökade började signaler sändas på frekvenser utanför det område som dåtidens tv-apparater kunde ta emot. För att möjliggöra visning krävdes en separat mottagare – en set-top-box – som kunde omvandla signalerna till mottagbara frekvenser.
I Sverige förekom liknande mottagare när TV2 började sända via UHF-bandet, vilket krävde särskilda mottagare för att kunna ta emot sändningarna.
En typ av set-top-boxar kallas för digitalboxar. Dessa innehåller en avkodare som omvandlar digitala signaler från exempelvis marksänd digital-tv eller bredbandsnät till analoga signaler som en vanlig tv-apparat kan återge. Vissa modeller har även inbyggda funktioner för att hantera betal-tv, exempelvis via digital avkodning (digital decoder).